# Partido de Acción Democrática
Die Partido de Acción Democrática (Deutsch: Partei der Demokratischen Aktion) war eine spanische politische Partei sozialdemokratischer Ausrichtung.
Sie wurde von Francisco Fernández Ordóñez im Januar 1982 gegründet und vereinigte 17 Abgeordnete, die im November 1981 die Unión de Centro Democrático (UCD) verlassen hatten. Die neue Partei nahm an der Parlamentswahl 1982 in der Liste der Partido Socialista Obrero Español (PSOE) teil. Sie löste sich am 23. Januar 1983 auf und seine Aktivisten schlossen sich der PSOE an.